# Anna Sanchis
Anna Sanchis Chafer (Genovés (Valencia), 18 oktober 1987) is een Spaanse voormalig wielrenster. Zij won meerdere keren het Spaans kampioenschap tijdrijden en op de weg.

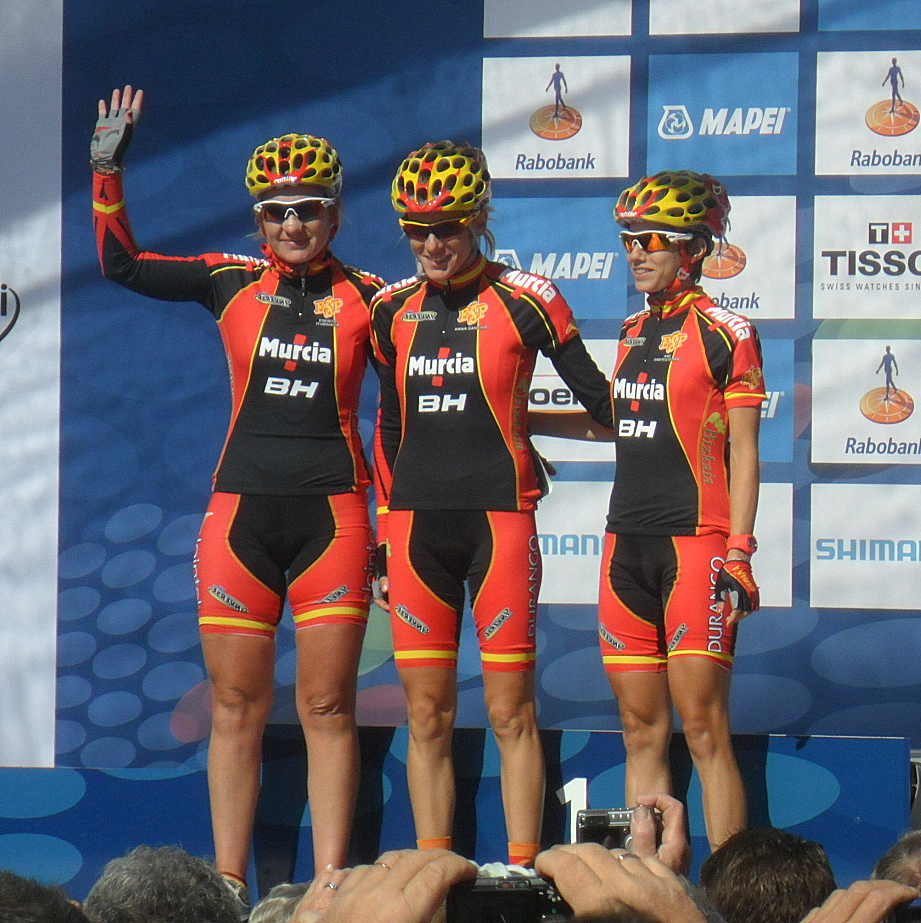
Sanchis (midden) tijdens WK 2012.

Ze kwam uit voor Spanje op de Olympische Zomerspelen 2008 in Peking; ze finishte als 19e in de wegrit. In Valkenburg boekte Sanchis haar beste prestatie op de Wereldkampioenschappen wielrennen 2012: ze werd 28e in de wegrit en 31e in de tijdrit. Ze deed vier keer mee aan de Ronde van Italië voor vrouwen en behaalde in 2008 de 7e plaats in het eindklassement.
Na drie jaar bij het lokale Comunidad Valenciana, reed Sanchis in 2009 voor de Italiaanse ploeg Safi-Pasta Zara-Titanedi, van 2010 tot 2013 bij het Spaans-Baskische Bizkaia-Durango en tussen 2014 en 2017 voor de Britse wielerploeg Wiggle Honda.
In maart 2017 maakte ze wereldkundig zwanger te zijn van haar eerste kind en daardoor de rest van het seizoen niet in competitie te zullen komen. Op 12 september beviel ze van een dochter genaamd Nadia. Twee maanden later maakte ze bekend niet terug te zullen keren en haar carrière te beëindigen.

## Belangrijkste overwinningen

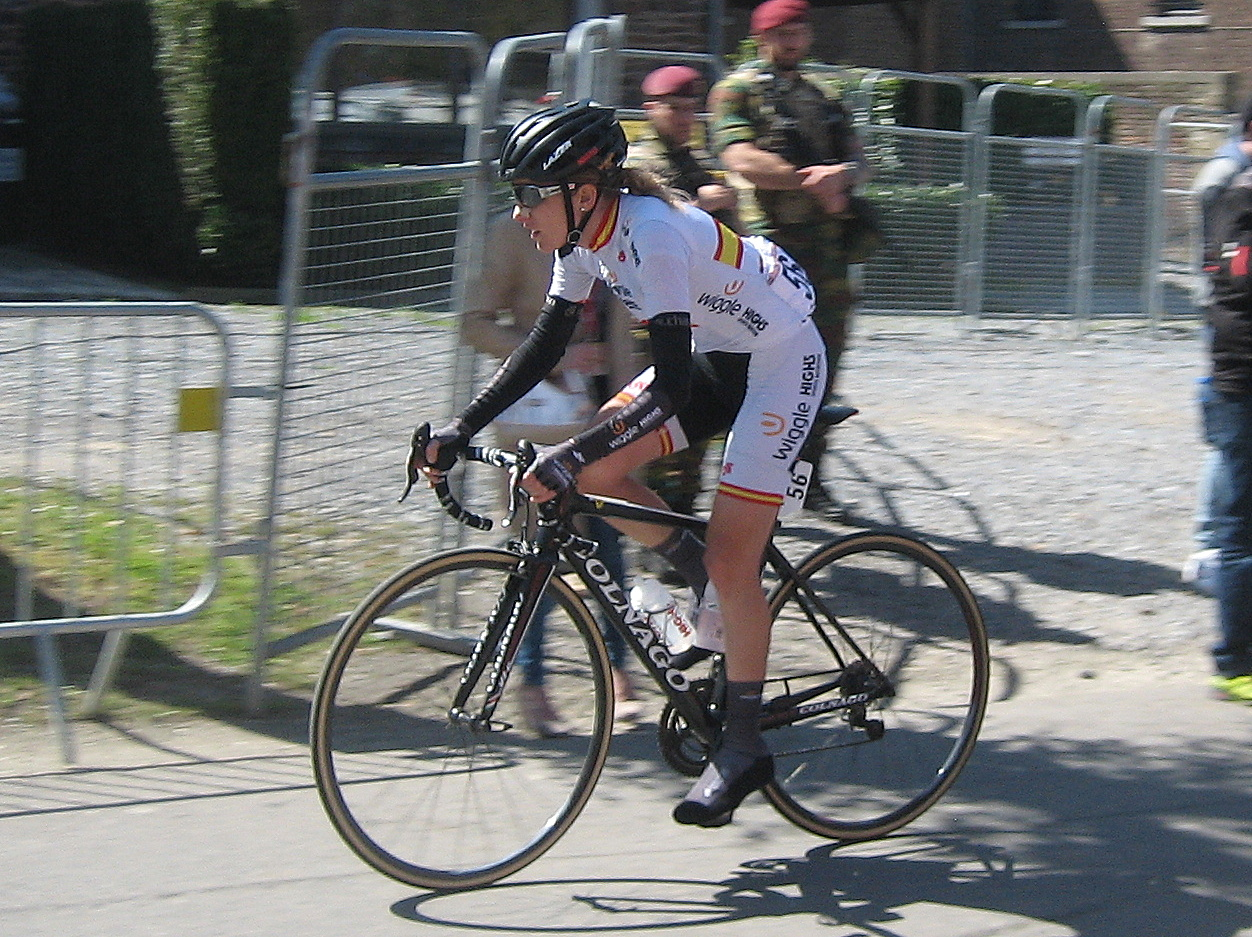
Sanchis in de Waalse Pijl 2016.

2005
- Spaans kampioen tijdrijden, junior

2008
- Spaans kampioenschap tijdrijden, elite

2011
- Spaans kampioenschap tijdrijden, elite

2012
- Spaans kampioen op de weg
- Spaans kampioen tijdrijden

2013
- Spaans kampioen tijdrijden

2015
- Spaans kampioen op de weg
- Spaans kampioen tijdrijden

2016
- Spaans kampioen tijdrijden
- Spaans kampioenschap op de weg